# Кристоф Гогенцоллерн-Хайгерлохский
Кристоф Гогенцоллерн-Хайгерлохский (20 марта 1552, Хайгерлох — 21 апреля 1592, Хайгерлох) — первый граф Гогенцоллерн-Хайгерлохский (1576—1592), родоначальник хайгерлохской линии рода Гогенцоллернов.

## Биография
Кристоф был третьим из выживших сыновей графа Карла I Гогенцоллерна (1516—1576) от его брака с Анной (1515—1579), дочерью маркграфа Эрнста Баден-Дурлахского.
Вместе со своим старшим братом Карлом Кристоф изучал право в университетах Фрайбург-им-Брайсгау и Бурже.
В 1576 году после смерти Карла I Гогенцоллерна его владения (графство Цоллерн) были разделены между тремя сыновьями (Эйтелем Фридрихом, Карлом и Кристофом). Старший сын Эйтель Фридрих получил во владение замок Гехинген и стал основателем линии Гогенцоллерн-Гехинген, средний сын Карл унаследовал замок Зигмаринген и основал ветвь Гогенцоллерн-Зигмаринген, а младший сын Кристоф стал родоначальником линии Гогенцоллерн-Хайгерлох.
Кристоф Гогенцоллерн получил во владение от отца замок Хайгерлох, городки Имнау и Штеттен (ставшие частью Хайгерлоха) и замок Энисхейм. Во владении Кристофа проживало всего 10 000 жителей, что было намного меньше, чем в уделах его старших братьев.
Кристоф основал линию Гогенцоллерн-Хайгерлох, которая угасла со смертью его младшего сына Карла в 1634 году.
Кристоф занимался администрацией в своём графстве. Он начал масштабную реконструкцию своего замка Хайгерлох. Граф умер прежде, чем были завершены строительные работы. Кристоф и его жена основали церковь Святой Троицы в Хайгерлохе.
После смерти в 1591 года графа Кристофа Станислава Нелленбурга Кристоф унаследовал город и замок Верштейн. Кристоф стал наследником графа, из-за того, что он был женат на графине Гогенцоллерн. Другой претенденткой на наследство была Анна Мария Вольфенштайн, была замужем за жителем города Брегенц. Однако Кристоф и его братья дискредитировали её, утверждая, что она была проституткой.

## Семья и дети
С 1577 года Кристоф был женат на Екатерине (ум. после 1608), дочери барона Кристофа фон Вельшперга. У них было пять детей:
- Иоганн Кристоф (1586—1620), 2-й граф Гогенцоллерн-Хайгерлох (1592—1620). Женат с 1608 года на графине Марии Елизавете Гогенцоллерн-Зигмаринген (1592—1659)
- Карл (1588—1634), 3-й граф Гогенцоллерн-Хайгерлох (1620—1634). Женат с 1618 года на графине Розамунде фон Остенбург (ум. 1636)
- Мария Саломея Кунегунда (1578—1647), монахиня в аббатстве Инцигкофен
- Анна Доротея (ум. 1647), настоятельница аббатства Инцигкофен
- Мария Сидония, монахиня в аббатстве Зёфлинген
- Якоба (ум. 1607)